# Dejan Vinčić
Dejan Vinčič (Slovenj Gradec, 15 settembre 1986) è un pallavolista sloveno.
Gioca nel ruolo di palleggiatore nello Czarni Radom.

## Carriera
La carriera professionistica di Dejan Vinčič inizia nella stagione 2004-05 quando viene ingaggiato dal Šoštanj Topolšica, nella 1. DOL, club a cui resta legato per due annate; nel 2004 inoltre ottiene le prime convocazioni nella nazionale slovena. Nella stagione 2006-07 passa al Salonit Anhovo, dove gioca per due campionati, mentre nella stagione 2008-09 si trasferisce all'ACH Volley, con cui in quattro annate vince quattro campionati e quattro Coppe di Slovenia consecutivamente, oltre a due Middle European League; con la nazionale si aggiudica la medaglia di bronzo all'European League 2011.
Nella stagione 2012-13 gioca per lo Skra Bełchatów, nella Polska Liga Siatkówki polacca, vincendo la Supercoppa: tuttavia poco dopo l'inizio del campionato rescinde il proprio contratto, tornando a giocare, a livello di club, nella stagione seguente, difendendo i colori dell'Maliye Milli Piyango, nella Voleybol 1. Ligi turca.
Per il campionato 2014-15 viene ingaggiato dalla squadra francese del Narbonne, in Ligue A; nel 2015 con la nazionale vince la medaglia d'oro all'European League, torneo dove viene anche premiato come MVP, e quella d'argento al campionato europeo. Nella stagione successiva resta nella stessa divisione vestendo la maglia del Beauvais Oise Université Club; terminati gli impegni in Francia, approda al Tannourine in Libano.
Per il campionato 2016-17 passa al club russo dello Enisej, militante in Superliga: tuttavia a metà annata ritorna in Turchia, questa volta all'Halkbank. Nel campionato successivo approda allo Czarni Radom, nella massima divisione polacca; con la nazionale, nel 2019, conquista la medaglia d'oro alla Volleyball Challenger Cup e quella d'argento al campionato europeo, bissata anche nell'edizione 2021, mentre in quella 2023 vince il bronzo: nel 2023 si aggiudica anche il bronzo alla Coppa del Mondo.

## Palmarès

### Club
- Campionato sloveno: 4

2008-09, 2009-10, 2010-11, 2011-12
- Coppa di Slovenia: 4

2008-09, 2009-10, 2010-11, 2011-12
- Supercoppa polacca: 1

2012
- Middle European League: 2

2009-10, 2010-11

### Nazionale (competizioni minori)
- European League 2011
- European League 2015
- Volleyball Challenger Cup 2019

### Premi individuali
- 2015 - European League: Miglior palleggiatore
- 2015 - European League: MVP